# Modo eólico

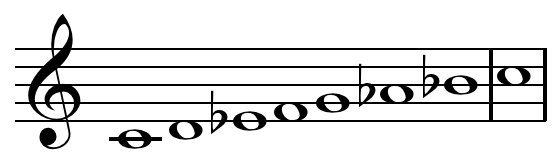
Modo eólico moderno en do.

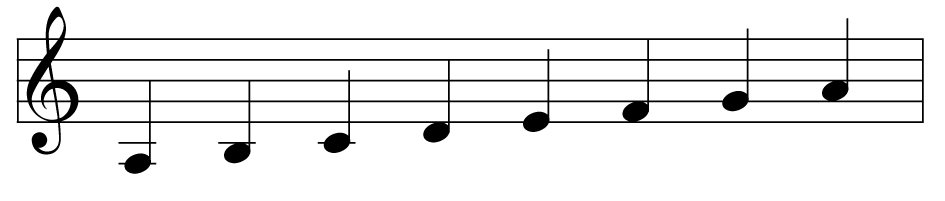
Escala de la menor natural o eólica.

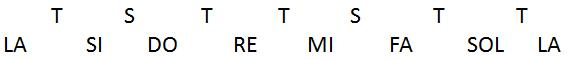
Interválica en la escala de la menor.

El modo eólico o también llamada escala menor natural es una escala musical utilizada desde la Antigua Grecia con diferentes denominaciones y funciones a través de los diferentes períodos musicales.
La escala menor natural de la (que coincide con las teclas blancas del piano al igual que su relativo mayor, do mayor) está formada por las notas: la, si, do, re, mi, fa, sol y la. Su secuencia interválica es de tono-semitono-tono-tono-semitono-tono-tono.

## Modo eólico griego
Según los atenienses, el noveno modo de la música griega (de la que han llegado hasta la actualidad muy pocos ejemplos escritos, como el Epitafio de Seikilos) era el preferido en Eolia, por eso le llamaban el modo eólico.
Durante la Edad Media se le adjudicó este nombre al modo sobre la nota la, formado con la estructura de la escala natural (sin alteraciones) empezando por la. Los dos semitonos de los modos gregorianos están entre la segunda y la tercera menor, y entre la quinta (o dominante) y la sexta, dando lugar a lo que desde el Barroco se denomina escala menor "antigua" (en contraposición a la "escala menor armónica" y la "escala menor melódica").

## Modo eólico moderno
En la actualidad se le denomina modo eólico o escala menor natural si está siendo usada dentro de un contexto de música modal o tonal respectivamente. Dentro del contexto tonal se suele utilizar de forma excepcional y tiene mayor utilidad teórica. La tradición musical occidental normalmente ha utilizado esta escala introduciendo una variación para cumplir con los principios de la música tonal. Dado que el acorde que se forma sobre el quinto grado de la escala menor natural es menor, históricamente se ha alterado la tercera de este acorde para que la cadencia V-I suene más conclusiva, es decir que se genere la tensión y resolución propia de la música tonal. Esto nos da como resultado la llamada escala menor armónica o también la escala menor melódica.
La correspondencia entre escala menor y mayor viene dada por un tono y medio de una respecto de la otra. Por ejemplo: si menor es la escala relativa menor de re mayor. Mi menor es la escala relativa menor de sol mayor.
Escala menor natural: 1 2 ♭3 4 5 ♭6 ♭7
Los acordes que se forman en cada grado de la escala menor natural son los siguientes:
- I, acorde menor.
- II, acorde disminuido.
- III, acorde mayor.
- IV, acorde menor.
- V, acorde menor.
- VI, acorde mayor.
- VII, acorde mayor.